# 구팅역
구팅역(古亭站)은 대만 신베이시에 있는 타이베이 첩운 중허신루선과쑹산신뎬선의 역. 역 번호는 O05과G09.

## 역사
1998년 12월 24일 - 중허신루선개업
1999년 11월 11일 - 쑹산신뎬선개업

## 역 구조
섬식 홈 형상이기 때문에, 동일 방향의 환승은 동일 홈에서 가능하게 되어 있다. 지하 2층 홈 중앙은 뿜어져 있다.
| 층수 | 승강장 | 노선       | 목적지             |
| ---- | ------ | ---------- | ------------------ |
| B2   | 1      | 쑹산신뎬선 | 쑹산방면           |
| B2   | 2      | 중허신루선 | 후이룽・루저우방면 |
| B3   | 3      | 쑹산신뎬선 | 신뎬방면           |
| B3   | 4      | 중허신루선 | 난스자오방면       |

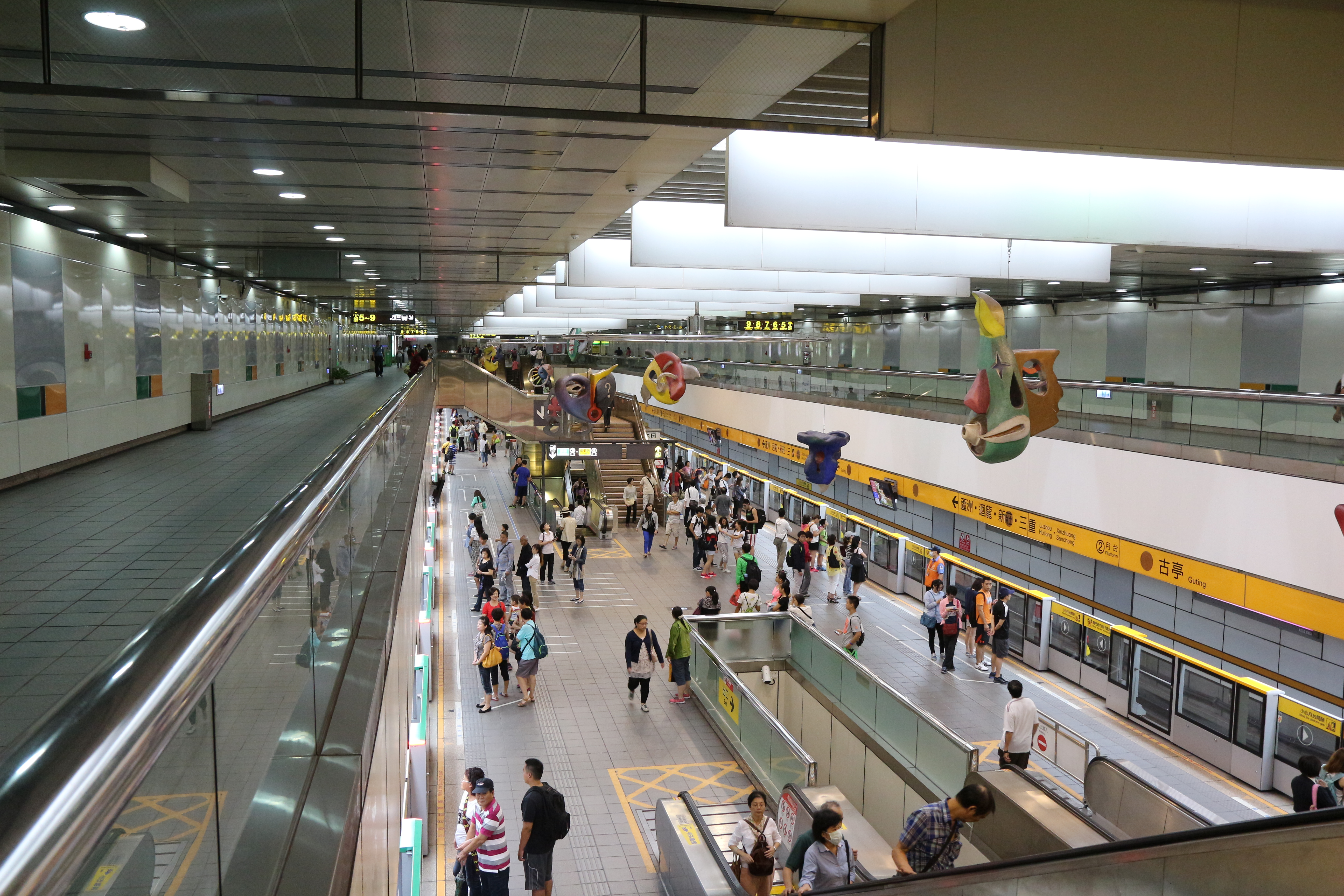
1・2번선승강장
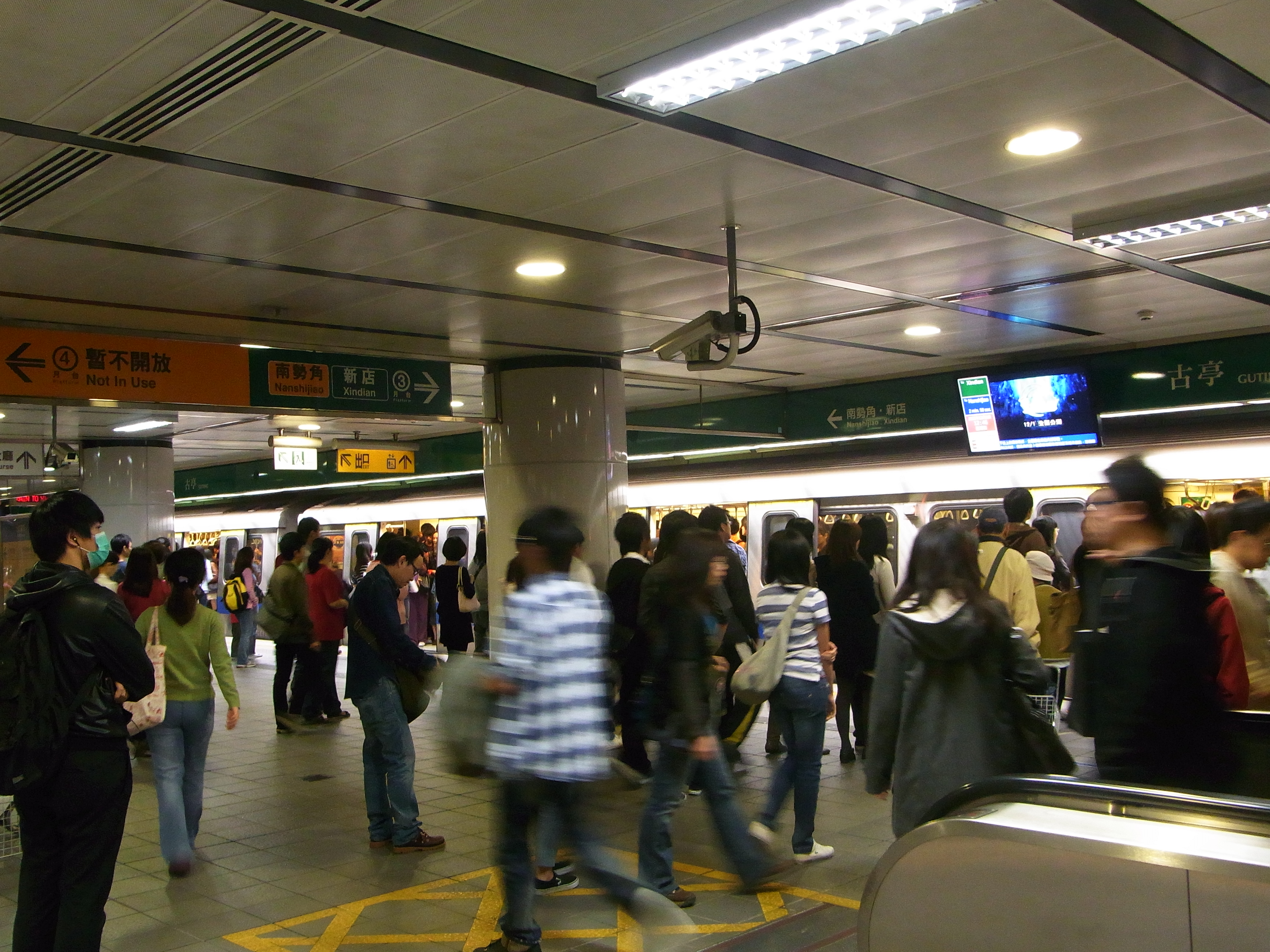
3・4번선승강장

## 출입구
출입구는 9곳
| 번호 | 배리어 프리 | 사진       |
| ---- | ----------- | ---------- |
| 1    | 있다        | 1번 출입구 |
| 2    | 없음        | 2번 출입구 |
| 3    | 없음        | 3번 출입구 |
| 4    | 없음        | 4번 출입구 |
| 5    | 있다        | 5번 출입구 |
| 6    | 없음        | 6번 출입구 |
| 7    | 없음        | 7번 출입구 |
| 8    | 없음        | 8번 출입구 |
| 9    | 없음        | 9번 출입구 |

## 옆 역

### 타이베이 첩운
| 노선       | 이전 역    | 당역   | 다음 역      |
| ---------- | ---------- | ------ | ------------ |
| 쑹산신뎬선 | 중정기념당 | 구팅역 | 타이파워빌딩 |
| 중허신루선 | 둥먼       | 구팅역 | 딩시         |